# Сиреневый Блумсдэй

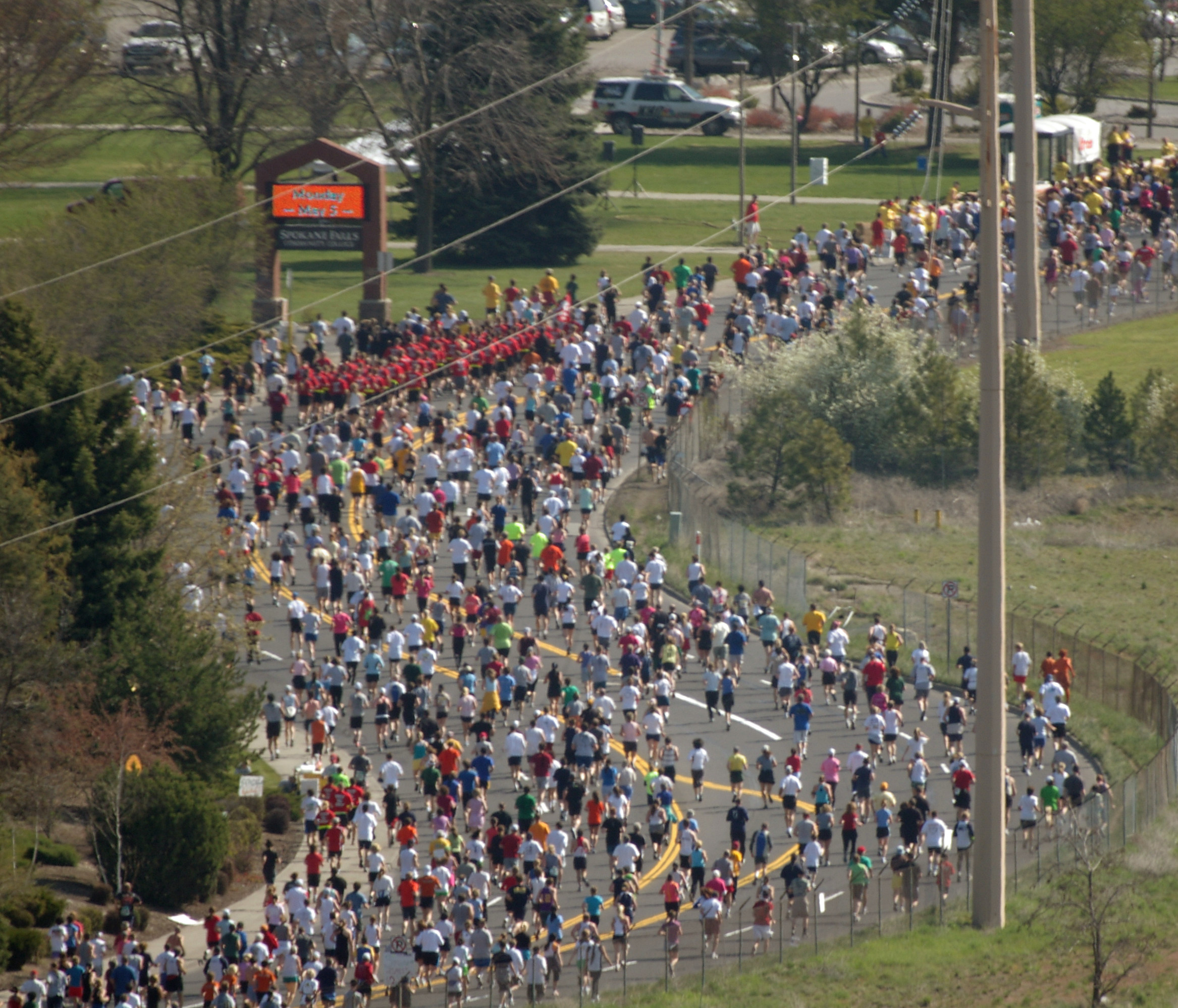
2008 год; участники забега

Сиреневый Блумсдей (англ. Lilac Bloomsday Run / Bloomsday) — ежегодный забег в Спокане, штат Вашингтон, который проходит с 1977 года в первое воскресенье мая. Маршрут забега — 12 км. Забег начинается в центре города Спокан, далее маршрут идёт на северо-запад вдоль дальней западной части города, проходит мимо института Микогавы и общественного колледжа Спокан Фоллс, достигает «холма Блумсдей» и возвращается обратно, в центр, к зданию суда графства Спокан. Каждый участник гонки получает футболку Блумсдей.
В забеге с 1986 года участвует более 40 000 человек. В 1996 году было 61 298 зарегистрированных участников.
Основатель забега Дон Кардонг указывает на роман Джеймса Джойса как на источник вдохновения проекта.